# Gaspar Noé

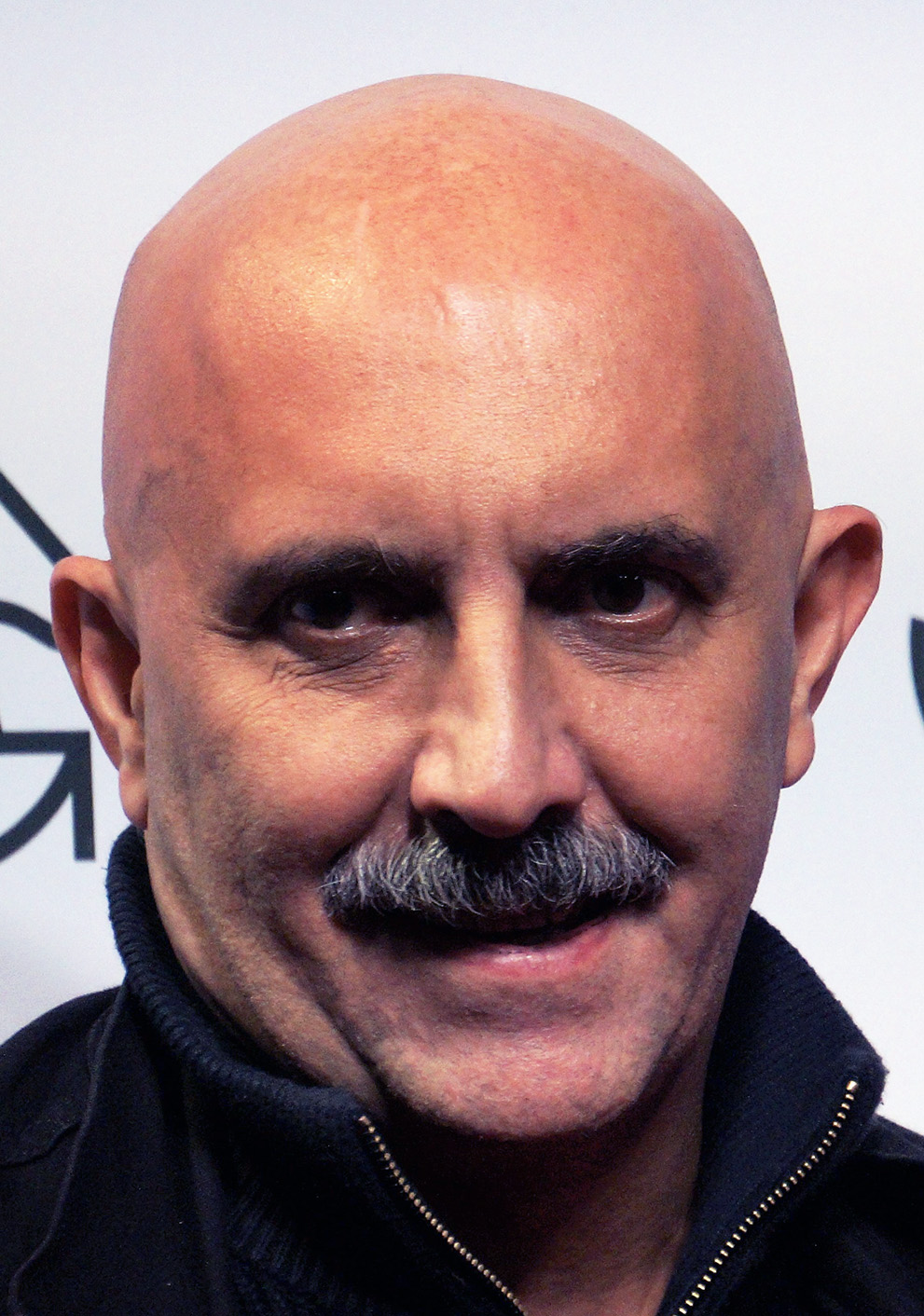
Gaspar Noé (2021)

Gaspar Noé (anhörenⓘ; * 27. Dezember 1963 in Buenos Aires) ist ein in Frankreich tätiger und ursprünglich aus Argentinien stammender Regisseur, Drehbuchautor, Kameramann und Filmproduzent. Mit seinen umstrittenen Werken Menschenfeind und Irreversibel erwarb er sich insbesondere in Europa einen Ruf als Skandalfilmemacher.

## Biografie

### Kindheit und Ausbildung
Noé verbrachte seine Kindheit in seiner Heimatstadt Buenos Aires sowie in New York, bevor er im Alter von zwölf Jahren mit seiner Familie nach Paris zog. Nach seinem Schulabschluss studierte er Philosophie und Filmwissenschaft am École Louis Lumière. Anschließend arbeitete Noé zunächst als Regieassistent. 1985 assistierte er dem argentinischen Regisseur Fernando E. Solanas bei dessen Werk Tangos, l'exil de Gardel, in dem mehrere in Paris lebende Exil-Argentinier beschließen, ein Tango-Ballett zu Ehren ihres berühmten Landsmannes Carlos Gardel zu kreieren. Der Film wurde bei den Filmfestspielen von Venedig prämiert und als offizieller argentinischer Beitrag für den Oscar ein Jahr später eingereicht, konnte sich dort aber nicht gegen die Konkurrenz durchsetzen.
Ebenfalls 1985 feierte Noé mit dem Kurzfilm Tintarella di Luna sein Regiedebüt. Das 18 Minuten kurze Werk, abwechselnd in Schwarz-Weiß und in Farbe gedreht, spielt in einem Dorf, irgendwo am Ende der Welt, in dem eine Frau ihren Ehemann verlässt, um ihren Liebhaber auf der anderen Seite eines Flusses wieder zu treffen. Zwei Jahre später drehte Noé den nur 6 Minuten kurzen Kurzfilm Pulpe Almère, in dem eines Nachts in Buenos Aires ein Mann in das Zimmer seines Hausmädchen eindringt und versucht sie zu vergewaltigen, während ein Feuilleton im Radio die Gedanken eines Mannes beschreibt, der sich in eine leidenschaftliche Liebe steigert. 1988 assistierte Noé erneut Solanas bei dessen Werk Süden – Sur. Darin wird die Geschichte von Floreal erzählt, einem Mann, der nach Ende der Militärdiktatur in Argentinien 1983 aus dem Gefängnis entlassen wird. Statt zu seiner Ehefrau zurückzukehren, wandert Floreal durch die nächtlichen Straßen der Stadt, was zu einem Spaziergang in seine eigene Vergangenheit führt. Es kommt zu Treffen mit alten Bekannten, die meist auf Floreals Einbildung beruhen, und er rekapituliert seine Verhaftung und das Leben im Gefängnis.

### Durchbruch als Kurzfilmregisseur und Spielfilmdebüt
1991 sorgte Noé mit seinem Kurzfilm Carne für internationales Aufsehen. Das 40 Minuten lange Werk spielt in den Jahren 1965 bis 1979 und führt die Figur eines Pariser Pferdeschlachters (gespielt von Philippe Nahon) ein, der einen abgrundtiefen Hass gegen seine Umwelt entwickelt hat. Sein Hass bekommt ein Ventil, als ein Mann seine kleine Tochter angreift, die unter Autismus leidet. Der Schlachter will sich rächen, entstellt jedoch den falschen Mann und wird am Ende zu einer Gefängnisstrafe verurteilt. Der verstörende Film wurde international von der Kritik gefeiert und u. a. bei den Filmfestspielen in Cannes ausgezeichnet.
1995 drehte Noé die 27 Minuten lange Fernsehproduktion Une expérience d'hypnose télévisuelle sowie mehrere Fernsehwerbespots für die französische Umweltorganisation Ligue ROC.
Mit finanzieller Unterstützung der Modeschöpferin Agnès B. folgte 1998 Noés erster abendfüllender Spielfilm: In Menschenfeind führt er die Geschichte des Schlachters aus dem Kurzfilm Carne fort, wobei er erneut auf den Schauspieler Philippe Nahon zurückgreifen konnte. Der Spielfilm beginnt mit der Entlassung des Schlachters aus dem Gefängnis. Dieser möchte ein neues Leben beginnen und lässt seine geistig zurückgebliebene Tochter in eine Anstalt einweisen. Mit seiner schwangeren Lebensgefährtin, die er nicht liebt, zieht er in einen Vorort von Lille und plant, eine eigene Schlachterei zu eröffnen. Der Wunsch nach einem Neuanfang zerschlägt sich jedoch, und der Schlachter gerät aufgrund eines Missverständnisses in eine tätliche Auseinandersetzung mit seiner Lebensgefährtin und verletzt sie so schwer, dass das ungeborene Kind stirbt. Er flüchtet daraufhin nach Paris und nimmt sich als Versteck ein Hotelzimmer. Ein paar Franc und eine Pistole mit drei Kugeln sind alles, was ihm geblieben ist. Sein Hass auf eine Gesellschaft, die keine Gerechtigkeit kennt, beginnt sich erneut zu entladen. Die intensiven Tötungs- und Sexszenen im Film spalteten Kritiker und Zuschauer, dennoch wurde Noé erneut in Cannes ausgezeichnet. Menschenfeind gewann mehrere Festivalpreise.
1998 und 1999 führte Noé Regie bei zwei Musikvideos (Insanely Cheerful der Gruppe Bone Fiction und Je suis si mince der französischen Künstlerin Arielle), außerdem entstand unter erneuter Mitwirkung Philipp Nahons der Kurzfilm Sodomites. Zudem arbeitete Noé unterstützend als Kameramann bei dem Kurzfilm Good Boys Use Condoms der französischen Regisseurin Lucile Hadzihalilovic mit.

### Eklat umIrreversibel
Nach vierjähriger Pause folgte 2002 Noés zweiter Spielfilm. In Irreversibel stehen drei Menschen im Zentrum: Die schöne Alex, ihr Freund Marcus und Alex’ Ex-Freund Pierre. Alle drei wollen auf einer Party ausgelassen feiern, doch nach einem Streit mit Marcus beschließt Alex, alleine nach Hause zu gehen. Als Alex eine einsame Unterführung durchquert, wird sie von einem unbekannten Mann angegriffen, vergewaltigt und dabei so schwer verletzt, dass sie ins Koma fällt. Schockiert von dem Verbrechen, stellen Marcus und Pierre selbst Untersuchungen an, um den Täter zu finden.
Noés Skript bestand aus lediglich drei Seiten, die Darsteller mussten ihre Dialoge improvisieren. Die Darsteller des Liebespaars Alex (Monica Bellucci) und Marcus (Vincent Cassel) waren zum Entstehungszeitpunkt des Films tatsächlich verheiratet. Darüber hinaus ist die Machart durch mehrere anspruchsvolle Kamerafahrten ohne Schnitt interessant. Der Spielfilm feierte am 23. Mai 2002 bei den Filmfestspielen von Cannes Premiere. Hatte schon Menschenfeind auf Zuschauer und Kritiker verstörend gewirkt, so polarisierte Noé mit diesem rückwärts erzählten Film noch mehr. Schon zu Anfang des Films, in dem eine brutale Tötungsszene gezeigt wird, verließen zweihundert der 2400 Premierengäste den Kinosaal, noch vor der zehnminütigen Vergewaltigungsszene gegen Ende des zweiten Drittels.
Irreversibel wurde von den Medien als Skandalfilm propagiert, und das US-amerikanische Magazin Newsweek verlieh Noés zweitem Spielfilm den Titel „most walked-out-of movie of the year“. Dennoch wurde das Werk mit mehreren Preisen ausgezeichnet, darunter der Trophäe für den besten Film beim Filmfestival von Stockholm und einer Nominierung für den dänischen Filmpreis Bodil, als bester nicht-amerikanischer Film.

### Enter the Void
Nach dem Skandal um Irreversibel hielt sich Noé mit den Planungen für seinen dritten Spielfilm zurück. Er führte zunächst 2004 Regie bei dem Musikvideo Protege Moi der international erfolgreichen Rockband Placebo und realisierte zwei aufklärende Werbespots zu AIDS, die vermehrt zum Gebrauch von Kondomen animierten. 2005 folgten drei Kurzfilme über das tschechische Fotomodell Eva Herzigová, die Noé im Auftrag des französischen Senders Canal Plus drehte. Im gleichen Jahr ließ er offiziell verkünden, dass in Kürze die Dreharbeiten zu seinem dritten Spielfilm beginnen würden, der u. a. von den Produzenten des Films Lola rennt mitfinanziert wurde.
Die englischsprachige Produktion Enter the Void spielt in Japan und handelt von dem Gelegenheitsdealer Oscar, den letzten Minuten seines Lebens und seinen Erfahrungen nach dem Tod. Die Arbeit an dem Film zogen sich durch die aufwändige Postproduktion bis 2009 hin. Im selben Jahr erhielt Noé für Enter the Void eine Einladung in den Wettbewerb der 62. Internationalen Filmfestspiele von Cannes.
2012 entstand gemeinsam mit Laurent Cantet, Benicio Del Toro, Julio Medem, Elia Suleiman, Juan Carlos Tabío und Pablo Trapero der Kompilationsfilm 7 días en La Habana über die kubanische Hauptstadt.

### Love
2015 kam sein Spielfilm Love in die Kinos. Frank Olbert urteilte über diesen Film: „Selten hat ein Film so offensichtlich auf Skandal und Tabubruch geschielt wie dieser, und vielleicht noch seltener sorgte diese Anstrengung für eine solche Teilnahmslosigkeit seitens des Betrachters wie ‚Love‘. Noch nicht einmal peinlich ist dieser Film, oder nur insofern, als seine Konstruktionen und Behauptungen einfach nur grotesk und angeberhaft sind.“ Der Film sei „nicht viel mehr als Sex“ und liefere „eine sehr enge Definition von Liebe“, konstatierte Roderich Fabian.
Noé selbst wehrt sich gegen den wiederkehrenden Vorwurf, dass er ein Regisseur sei, der allein auf den Skandal abziele. In einem Interview sagte er im Dezember 2018: „Ein Eklat ist per se nutzlos.“ Es gehe ihm vielmehr darum, das Leben mit all seinen Härten darzustellen. Er sei als Jugendlicher sozialisiert worden mit Filmen von Fassbinder, Pasolini, Scorsese und Cronenberg, die das Dasein in all seinen Facetten schonungslos in ihren Filmen beschrieben hätten. Das tue das kommerzielle Kino heute weniger: „Ich habe das Gefühl, dass meine Filme heute skandalöser wirken, als sie es in den Siebziger- oder Achtzigerjahren getan hätten.“

### Climax
Am 6. Dezember 2018 kam Noés Spielfilm Climax in die deutschen Kinos. Das Musik-Drama wurde von der Kritik positiv aufgenommen, bei Rotten Tomatoes konnte der Film 72 Prozent der Kritiker überzeugen. Der Filmdienst urteilte: „Der von mitreißender Club-Musik getragene Tanzfilm zelebriert transgressives Bewegungskino, in dem Sex, Gewalt und Tabubrüche mehr ausgelebt als kontextualisiert werden. Das irritiert und verstört, fasziniert zugleich aber auch als radikale Entfesselungsorgie, zumal die dezidiert filmische Perspektive keinem menschlichen Blick zuzuordnen ist.“

### Privates
Privat ist Noé mit der Regisseurin und Schauspielerin Lucile Hadzihalilovic liiert. Beide lernten sich 1987 bei den Dreharbeiten zu La première mort de Nono kennen. Noé gab seiner Lebensgefährtin 1991 eine Nebenrolle in Carne und produzierte 1996 ihren Film La bouche de Jean-Pierre.

## Filmografie (Auswahl)

### Regisseur
- 1985: Tintarella di Luna
- 1987: Pulpe Almère
- 1991: Carne
- 1995: Une expérience d´hypnose télévisuelle (TV)
- 1998: Intoxication
- 1998: Sodomites
- 1998: Menschenfeind (Seul contre tous)
- 2002: Irreversibel (Irréversible)
- 2006: Destricted (Omnibusfilm, Beitrag 'We Fuck Alone')
- 2007: 8 (Omnibusfilm, Beitrag 'SIDA')
- 2009: Enter the Void (Soudain le vide)
- 2012: 7 días en La Habana (Kompilationsfilm)
- 2015: Love
- 2018: Climax[6]
- 2019: Lux Æterna
- 2021: Vortex

### Drehbuchautor
- 1991: Carne
- 1995: Une expérience d´hypnose télévisuelle (TV)
- 1998: Menschenfeind (Seul contre tous)
- 2002: Irreversibel (Irréversible)
- 2009: Enter the Void (Soudain le vide)
- 2015: Love
- 2018: Climax
- 2019: Lux Æterna
- 2021: Vortex

### Schauspieler
- 1997: Dobermann
- 2002: Irreversibel (Irréversible)
- 2009: Enter the Void
- 2013: 9 mois ferme
- 2015: Love
- 2025: La tour de glace

### Kameramann
- 1996: La Bouche de Jean-Pierre
- 2002: Irreversibel (Irréversible)

### Produzent
- 1998: Menschenfeind (Seul contre tous)
- 2002: Irreversibel (Irréversible)
- 2015: Love

### Regieassistent
- 1985: Tangos, l'exil de Gardel
- 1988: Süden – Sur (Sur)

## Auszeichnungen

### Filmfestspiele von Cannes
- 1991: Festivalpreis für den besten Kurzfilm für Carne
- 1998: Mercedes-Benz-Preis für Menschenfeind
- 2002: nominiert für die Goldene Palme für Irreversibel
- 2009: nominiert für die Goldene Palme für Enter the Void

### Weitere
- Avignon Film Festival
  - 1991: Prix Tournage für Carne
- Bodil
  - 2002: nominiert in der Kategorie Bester nicht-amerikanischer Film für Irreversibel
- Boston Underground Film Festival
  - 2001: Festivalpreis für Menschenfeind
- Buenos Aires International Festival of Independent Cinema
  - 1999: nominiert in der Kategorie Bester Film für Menschenfeind
- Catalonian International Film Festival
  - 1998: Bester Drehbuch für Carne
  - 1998: nominiert in der Kategorie Bester Film für Carne
- Fantasporto
  - 1992: nominiert in der Kategorie Bester Film für Carne
- Molodist International Film Festival
  - 1998: nominiert in der Kategorie Bester Film für Menschenfeind
- Namur International Festival of French-Speaking Film
  - 1998: nominiert in der Kategorie Bester Film für Menschenfeind
- Sarajevo Film Festival
  - 1998: FIPRESCI-Preis für Menschenfeind
- Stockholm International Film Festival
  - 1998: nominiert in der Kategorie Bester Film für Menschenfeind
  - 2002: Bronzenes Pferd für Irreversibel
- Neuchâtel International Fantastic Film Festival
  - 2018: Narcisse (bester Film) für Climax
  - 2010: Narcisse für Enter the Void